# Sumerek

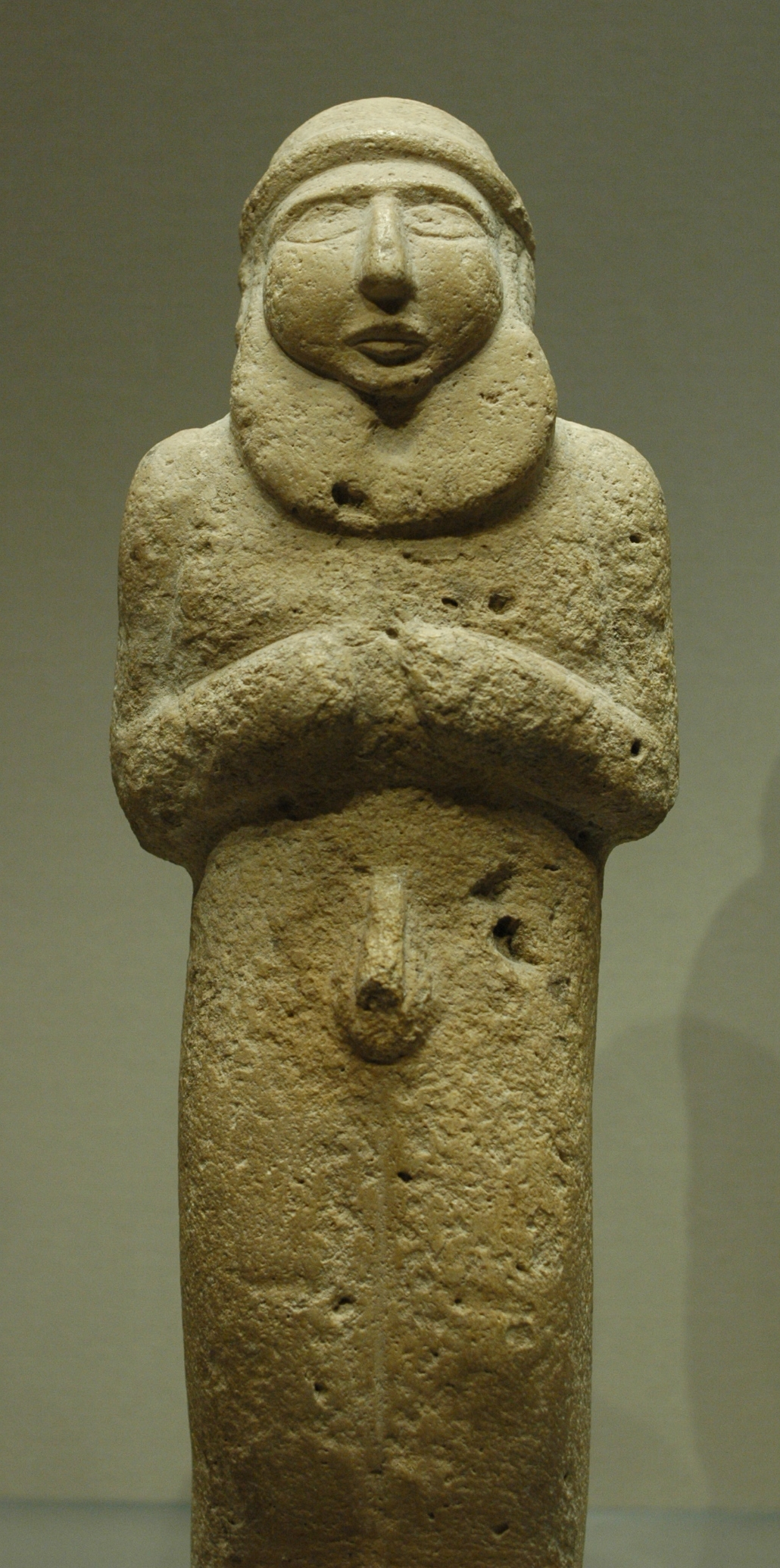
Szakállas férfi, talán a papkirály, kb. i.e.3300

A sumerek ókori mezopotámiai nép voltak a mai Irak középső és déli részén az i. e. 4. évezred végétől az i. e. 2. évezred elejéig. A Tigris és az Eufrátesz folyók mentén telepedtek le. Ők magukat szag-gigának, „fekete fejűeknek” (akkád nyelven: szalmat kakkdim) hívták. Hammurapi idején a „feketefejű” egyszerűen közembert jelentett, s ebben a jelentésben élt az asszír királyok korában is felirataik szerint. A sumer szó a Sumer és Akkád királya kifejezésben tűnik fel az Akkád Birodalom felirataiban, a területre utaló šumērû formában. Eredete homályos. Az újkorban nevezték el a népet ezen kifejezés alapján sumereknek. A korabeli időben az identitás alapja a városhoz való tartozás volt, nem a nyelv.
Velük jelent meg az államiság és az írás Mezopotámiában. A templomok köré szerveződő városállamaik – amelyeket templomállamnak is neveznek – egymással harcoltak a földekért és a Sumer feletti főhatalomért. Átmeneti sikeres egyesítésük után végül egy külső erő, az Akkád Birodalom egyesítette őket. A gutik uralma után a III. uri dinasztia révén még egyszer önálló birodalmat alkottak, végül az újabb sémi bevándorlók birodalmában, az Óbabiloni Birodalomban felolvadtak. Kultúrájuk azonban még több mint egy évezredig meghatározta az újonnan jövők kultúráját, civilizációját, hitvilágát.

## A sumerek története
A sumerek gyakori feltevés szerint a késő Uruk-korban vándoroltak be a később az akkádok által Sumernek nevezett Dél-Mezopotámia területére. Az, hogy milyen irányból jöttek, megválaszolandó kérdés, de általában úgy gondolják, hogy északi vagy keleti irányból, a Zagrosz-hegységből vagy azon keresztül. Későbbi mezopotámiai írásuk alapján és az akkád fordítások alapján megismert nyelvük két teljesen különböző alkotórészből áll, azaz a bevándorló pre-sumerek és a már helyben élő Ubaid-kultúra és Uruk-kultúra – nem sémi, nem indoeurópai, nem hurri, nem dravida nyelvű, általában eufráteszinek nevezett – népével való összekeveredés révén jött létre a tulajdonképpeni sumer nép és sumer nyelv. Ugyanakkor a bevándorló pre-sumerek a helybenlakókkal szemben – akik egyszintű településszerkezetben, falusias jellegű, bár templomépítő – társadalomban éltek, ismerték a magasabb társadalmi hierarchiát és a többszintű településrendszert, azaz már elindultak az államiság útján korábbi lakóhelyükön.
Ezt az elképzelést az uruki archaikus szövegek alapján néhányan elvetik, mivel már itt találnak olyan jeleket, jelcsoportokat, amelyeknek fonetikus használatát csak a sumer nyelvből lehet levezetni.

## Sumer nyelv
Nyelvük ún. izolált nyelv volt, egyetlen rokona sem ismert. Sem a hipotetikus presumer bevándorlók, sem a szintén hipotetikus helybenlakó eufrátesziek rokonai nem ismertek, amelyek összeolvadásából a sumer nyelv létrejöttét általában magyarázzák. Más elképzelések szerint a sumer nyelv endemikus, vagy a bevándorlás jóval előbb, az i. e. 4. évezred első felében történt.

## Sumer írás
A sumer ékírás előzménye az úgynevezett képírás volt, amiből kialakult az ékírás első változata, egy stilizált írás, ami még őrzött valamit a képírás eredeti formájából. Az eredeti képírás a fogalmak (halak, menni, bika stb.) képszerű megjelenítése.

## Genetikai kutatások
A történészek számára a sumerek eredete pontosan nem ismert, és gyakran vitatott, ezért 2011-ben egy régészekből és genetikusokból álló nemzetközi kutatócsoport vizsgálta meg a genetikai kutatások segítségével a sumerek származását. Az igen költséges, nagy mintaszámot tesztelő programot a U.S. National Library of Medicine National Institutes of Health támogatta.
2011-ben nagyszabású, nagy mintaszámú archeo-genetikai kutatásokba fogott a Nadia Al-Zahery, Maria Pala, Vincenza Battaglia, Viola Grugni, Mohammed A Hamod, Baharak Hooshiar Kashani, Anna Olivieri, Antonio Torroni, Augusta S Santachiara-Benerecetti, és Ornella Semino nevével fémjelzett nemzetközi kutatócsoport, hogy Y DNS és mitokondriális DNS segítségével feltárják a sumer populáció genetikai eredetét, illetve megtalálják esetleges modern kori leszármazottaikat. A kutatások a mai Irak területén élő helyi folyamvölgyi arabokat (Marsh Arabs) találták szinte majdnem teljesen azonosnak a régi sumériai populációval, valamint megállapították az apai (Y DNS) és anyai (mt. DNS) alapján, hogy az ókori sumer populációk genetikailag főként a mai közel-keleti szemitákhoz hasonló és dél ázsiai (India) eredetű populációk vándorlásának eredményeként létrejött népcsoport lehetett.